# Sciapus fruticosus
Sciapus fruticosus är en tvåvingeart som beskrevs av Becker 1922. Sciapus fruticosus ingår i släktet Sciapus och familjen styltflugor. Inga underarter finns listade i Catalogue of Life.